# جلا ابو احمد
جلا ابو احمد قلعه ویرانه‌ای در وادی هور در شمال سودان است. این محل به ابعاد ۱۲۰ در ۱۸۰ متر (۳۹۰ در ۵۹۰ فوت) در فاصلهٔ ۱۱۰ کیلومتر (۶۸ مایل) غرب نیل واقع است. این قلعه در سال ۱۹۸۴ توسط باستان شناسان دانشگاه کلن کشف شد. مربوط به دوره ناپاتان پادشاهی کوش (حدود ۷۵۰–۳۵۰ قبل از میلاد) است. تاریخ گذاری رادیوکربن نشان می‌دهد که این قلعه در حدود ۱۱۰۰ قبل از میلاد مورد استفاده بوده است. عملکرد ساختمان هنوز مشخص نیست.